# Burns fait son cinéma
Burns fait son cinéma (France) ou Le Festival du film (Québec) (A Star is Burns) est le 18e épisode de la saison 6 de la série télévisée d'animation Les Simpson.

## Synopsis
Après avoir été classée par une émission de télé comme la ville la moins attirante d'Amérique, Springfield n'a plus aucun atout pour faire venir les touristes. C'est alors que ses habitants vont se mobiliser afin de rendre leur ville plus attractive. Marge propose alors d'organiser un festival de film à Springfield, sa proposition est acceptée à l'unanimité et un concours du meilleur court-métrage est alors lancé parmi les habitants. Marge invite Jay Sherman à faire partie du jury, qui accepte de venir et de loger chez les Simpson, au grand dam d'Homer.
De nombreux habitants de Springfield vont alors tourner leur court-métrage, dont Bart Simpson, M. Burns, la famille Flanders ou encore Barney Gumble.